# Regiunile Ucrainei

Aceasta este lista regiunilor administrative (oblastie) din Ucraina.
| Nr. curent | Prefectura                 | Suprafața (km²) |
| ---------- | -------------------------- | --------------- |
| 1          | Regiunea Odesa             | 33.310          |
| 2          | Regiunea Dnipropetrovsk    | 31.914          |
| 3          | Regiunea Cernigov          | 31.865          |
| 4          | Regiunea Harkov            | 31.415          |
| 5          | Regiunea Jitomir           | 29.832          |
| 6          | Regiunea Poltava           | 28.748          |
| 7          | Regiunea Herson            | 28.461          |
| 8          | Regiunea Kiev              | 28.131          |
| 9          | Regiunea Zaporijia         | 27.180          |
| 10         | Regiunea Luhansk           | 26.684          |
| 11         | Regiunea Donețk            | 26.517          |
| 12         | Regiunea Vinița            | 26.513          |
| 13         | Republica Autonomă Crimeea | 26.200          |
| 14         | Regiunea Mikolaiv          | 24.598          |
| 15         | Regiunea Kirovohrad        | 24.588          |
| 16         | Regiunea Sumî              | 23.834          |
| 17         | Regiunea Liov              | 21.833          |
| 18         | Regiunea Cercasî           | 20.900          |
| 19         | Regiunea Hmelnițki         | 20.645          |
| 20         | Regiunea Volînia           | 20.144          |
| 21         | Regiunea Rivne             | 20.047          |
| 22         | Regiunea Ivano-Frankivsk   | 13.900          |
| 23         | Regiunea Ternopil          | 13.823          |
| 24         | Regiunea Transcarpatia     | 12.777          |
| 25         | Regiunea Cernăuți          | 8.097           |
| 26         | Sevastopol (Municipiu)     | 864             |
| 27         | Kiev (Municipiu)           | 839             |